# 요코하마 인형의 집

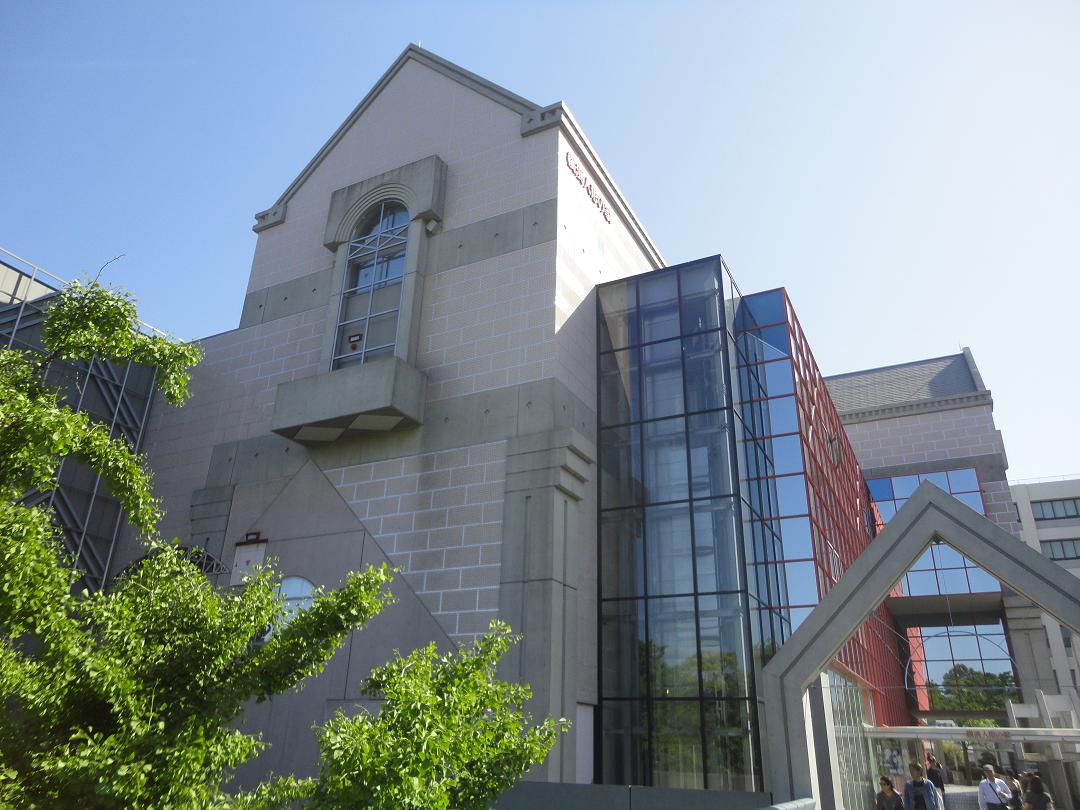
요코하마 인형의 집

요코하마 인형의 집은 일본 가나가와현 요코하마시에 있는 박물관으로, 세계 140여국, 약 1만 3,663점의 인형을 소장하고 있다. 2006년 4월 22일 리뉴얼 공사를 마치고 다시 문을 열었다.